# Мар'янівська сільська рада (Поліський район)
| Мар'янівська сільська рада — колишній орган місцевого самоврядування у Поліському районі Київської області з адміністративним центром у с. Мар'янівка. Історична дата утворення: в 1936 році. Сільській раді підпорядковані населені пункти: - с. Мар'янівка |

## Склад ради
Рада складалася з 12 депутатів та голови.

### Керівний склад ради
| ПІБ                                                                  | Основні відомості                                                                     | Дата обрання |  |
| -------------------------------------------------------------------- | ------------------------------------------------------------------------------------- | ------------ |  |
| Сільський голова, 1969 року народження, освіта, член Партії регіонів |                                                                                       | 30.11.2015   |  |
| ДУРИЦЬКИЙ Микола                                                     | Сільський голова, 1969 року народження, освіта середня загальна, член Партії регіонів |              |  |

Примітка: таблиця складена за даними джерела